# Округ Дарк (Охајо)
Дарк (енгл. Darke County) је округ у америчкој савезној држави Охајо.

## Демографија
По попису из 2010. године број становника је 52.959, што је 350 (-0,7%) становника мање него 2000. године.
| Група             | 2000.          | 2010.          |
| Белци             | 52.046 (97,6%) | 51.365 (97,0%) |
| Афроамериканци    | 208 (0,4%)     | 238 (0,4%)     |
| Азијати           | 132 (0,2%)     | 162 (0,3%)     |
| Хиспаноамериканци | 457 (0,9%)     | 646 (1,2%)     |
| Укупно            | 53.309         | 52.959         |